# Stomias boa boa
Stomias boa boa – podgatunek nominatywny wężora – głębinowej ryby z rodziny wężorowatych (Stomiidae).